# Iglesia de San José (Pinto)
La Iglesia de San José está ubicada en la parroquia Pinto de la Comunidad de Madrid, España junto al actual Centro Municipal de Cultura (antiguo Colegio de San José), con el que forma un todo arquitectónico. La primera piedra del templo, fue puesta el 25 de junio de 1885, por el gobernador de Madrid, D. Raimundo Fernández Villaverde en representación del Rey Alfonso XII de España. Las obras concluyen en 1891.

## Arquitectura
Es una construcción neomudéjar de la ciudad y, junto al edificio del Centro de Cultura, la Iglesia Parroquial de Santo Domingo de Silos, y la Torre de Éboli, uno de sus edificios más representativos.
Su nave principal, con portada neomudéjar situada al norte, cuerpo lateral con dos niveles, y un torreón. Contiguo al Templo se hallan los salones parroquiales. 
En el interior, coincidiendo con la entrada, se sitúa el coro en un nivel intermedio, al que se accede desde la segunda planta del cuerpo lateral. Esta segunda planta también sirve de acceso al torreón. El Centro Parroquial se halla contiguo al Templo, y consta de salones parroquiales y viviendas para los sacerdotes.
Se halla levantado sobre potentes muros de carga de mampostería y ladrillo revestidos sobre los que se apoya una gran armadura formada de madera sobre la que descansa la cubierta de teja árabe. Por debajo de la cubierta la Iglesia cuenta con una gran bóveda de yeso y cañizo. En la bóveda se dispone lateralmente seis lunetos para la iluminación del Templo. El presbiterio, de planta semicircular y elevado sobre dos escalones respecto del resto de la Iglesia, remata la nave en su parte sur. La fachada-portada neomudéjar, está realizada con ladrillo macizo visto formando una unidad arquitectónica con la fachada principal del edificio adyacente, hoy Centro Municipal de Cultura.

## Valor histórico
El Colegio de San José (hoy Centro de Cultura), fue casa solariega de la Casa de los Pantoja, cuyo escudo de armas aún permanece sobre la puerta principal del edificio. Esta es la razón por la que en otros tiempos se le conocía como “La Casa Grande”. Su historia posterior está vinculada estrechamente a la historia de la Congregación de la Sagrada Familia de Burdeos en España, iniciada en España por la Madre Bonnat. Esta religiosa inicia la obra de su Congregación en Madrid en 1845 atendiendo a un grupo de huérfanas pobres. La Madre es solicitada para dar clase a las Infantas, Dª Amalia y Dª Luisa Fernanda, tías de Isabel II, papel que le ofrecerá una relación estrecha con la Casa Real.
La Madre Bonnat, viendo la necesidad de un local amplio donde las huérfanas pudieran respirar aire puro, -debido probablemente a una epidemia de cólera-, solicita la ayuda a la Casa Real. El Marqués de Manzanedo ofrece un terreno en Pinto, Cuartel de la Guardia Civil desde 1852 y después Colegio de Guardias Jóvenes "Duque de Ahumada", antes de trasladarse a Valdemoro. En 1856 el edificio pasa a la Congregación de la Sagrada Familia como Colegio para huérfanas, cinco años después de la inauguración del ferrocarril de Madrid a Aranjuez por Isabel II. 
El 10 de julio de 1895, su Alteza Real la Infanta Isabel visita la Capilla y el Colegio, admirando los detalles de los trabajos ejecutados por el arquitecto D. Francisco Mendoza de Cuba, alabando la sencillez, extensión y solidez de la construcción. 
En 1923, el colegio recibe en él a huérfanas de médicos, obra impulsada por el doctor Isla, que pasaba largas temporadas en Pinto. Se imparte en él a las niñas, Enseñanza Media, Magisterio y Secretariado.
Durante los años de la Guerra Civil, el colegio se convierte en Hospital Militar. En 1940 la Congregación de la Sagrada Familia recupera el edificio, se sanea y comienza de nuevo a funcionar como internado para huérfanas de suboficiales del ejército, aunque también hay pensionistas particulares.
A mediados de la década de 1970 se cede el edificio al Ayuntamiento de Pinto para su utilización como Centro Municipal de Cultura. La Capilla del Colegio y su edificio adyacente es donada por las Religiosas a la Archidiócesis de Madrid en 1983. En 1984 los religiosos escolapios recuperan el uso del edificio para uso educativo, pasando en 1990 a la recién erigida Diócesis de Getafe. En 1993 se convierte en Templo Parroquial.